# Manitoba-tó
A Manitoba-tó (angolul Lake Manitoba) sekély tó Kanada középső déli Manitoba tartományában, mintegy 75 kilométerre északnyugatra Winnipeg tartományi fővárostól, a Winnipeg-tótól nyugatra és a Winnipegosis-tótól délre. 
A 4624 km² területű Manitoba-tó a régió három nagy tava közül a legkisebb, de még így is Kanada 13., a világ 33. legnagyobb édesvizű tava.
Alakja szabálytalan, hosszúkás. Mintegy 200 kilométer hosszan nyúlik el északnyugat-délkeleti irányban, a Winnipeg-tó déli szakaszával majdnem párhuzamosan. Legnagyobb szélessége 45 kilométer, legnagyobb mélysége mindössze hét méter.

## Vízgyűjtője
Vízgyűjtő területe 54 630 km². Elsősorban a Vízityúk-folyó (Waterhen River) táplálja, amely észak felől a Winnipegosis-tó vizét szállítja a Manitoba-tóba. Beleömlik a Mohás-folyó (Mossy River) és a Fehérsár-folyó (Whitemud River) is. Fő kifolyása a Dauphin-folyó, amely északkeleti irányban a Winnipeg-tóba szállítja vizét. Így a Winnipeg-tóval, illetve az annak vizét levezető Nelson-folyóval együtt a Manitoba a Hudson-öböl óriási vízgyűjtőjéhez tartozik. 
A Winnipeg, Manitoba és Winnipegosis tavak a valamikor itt hullámzó Agassiz olvadékvíztó egykori medencéjében helyezkednek el. A Manitoba-tó déli csücske 24 kilométerre északra Portage la Prairie várostól, a Delta-mocsárban ér véget, amely a vándormadarak fontos állomása.

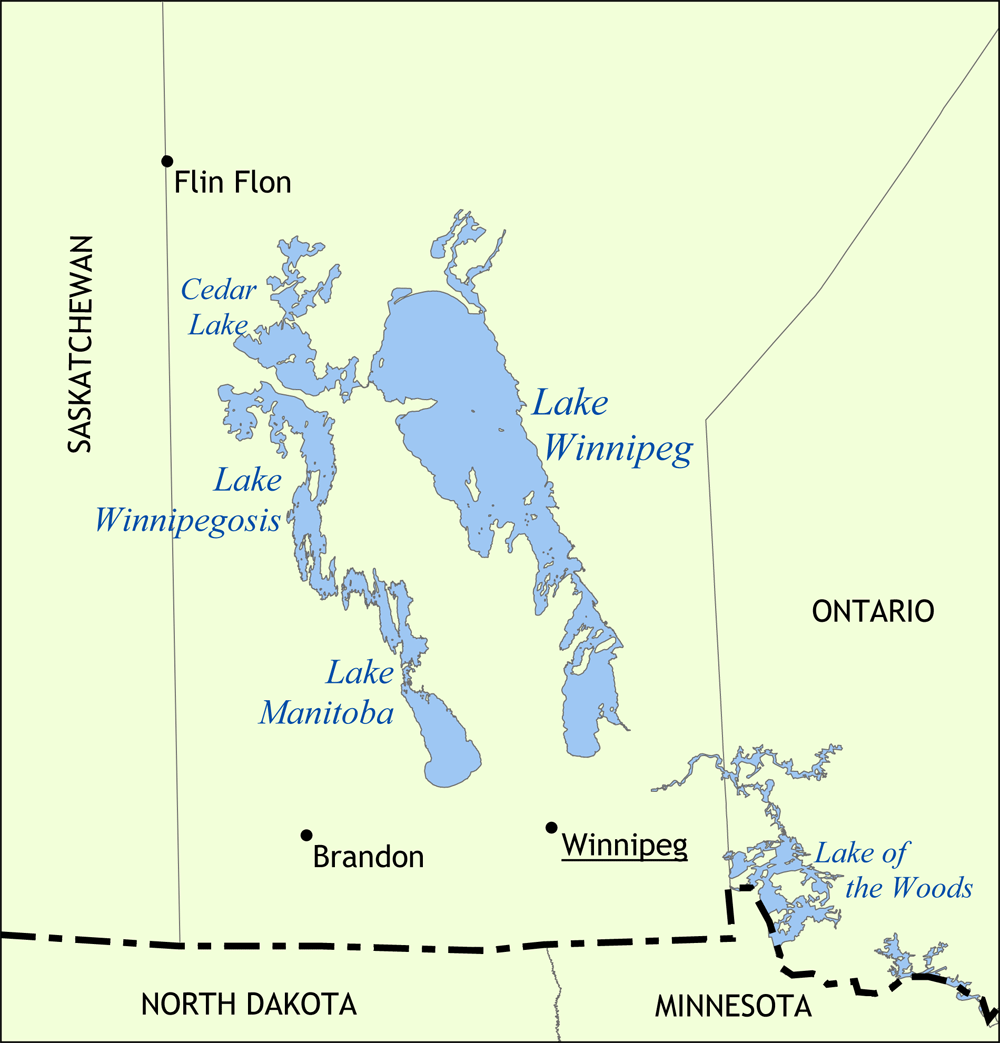
A Manitoba-tó és környéke

## Története
A Manitoba-tó assziniboin krík lakta partjaira az európaiak közül először La Vérendrye vetődött el, aki fiával együtt Fort La Reine-ből a tavon keresztül utazott, hogy feltérképezze a Saskatchewan folyót és környékét. A Saskatchewan és az északabbra fekvő Cédrus-tó partjain is épültek erődök. A Manitoba-tó a hudson-öböli prémkereskedelem útvonalán feküdt.

## Települései
A tó mentén a következő települések találhatók: Fairford, Steep Rock, St. Laurent, Amaranth.

## Halászat
Manitoba három fő tavában évi 30 millió kanadai dollár értékű halat fognak ki kereskedelmi célból, egy részét a Manitoba-tóból. Az 1940-es évek végén a Manitoba-tóban halászott mennyiségnek ma már kevesebb, mint egyharmadát fogják ki. A zsákmány főleg süllő (Sander vitreus vitreus) és sügér (Perca flavescens).

## Szörnye
Loch Nesshez hasonlóan a szóbeszéd szerint a Manitoba-tónak is van szörnye, amelyet az Okanagan-tó Ogopogo nevű szörnyének mintájára Manipogo névre kereszteltek.